# قانون الإجراءات
قانون الإجراءات هو اسم القوانين الإجرائية المركزية في السويد وفنلندا.
يحتوي قانون الإجراءات على كافة الأحكام الأساسية للمحاكمات في القضايا المدنية وكذلك القضايا الجنائية في محكمة المقاطعة ومحكمة الاستئناف والمحاكم العليا في السويد أو فنلندا. كان قانون الإجراءات واحدًا من تسعة قوانين في قانون سنة 1734 . وفي فنلندا، لا يزال هذا هو القانون معمول به، على الرغم من أنه تم تنقيحه بشكل كبير. وفي السويد، تم اعتماد قانون جديد للمحاكمة في عام 1942 ، ودخل حيز التنفيذ في 1 يناير 1948. ينقسم قانون الإجراءات في السويد إلى سبعة أقسام تنقسم بدورها إلى 59 فصلاً.

## السويد

### القسم الأول: في القضاء
- 1 الفصل. في التنبيه العام

المحكمة الجزئية هي محكمة عامة ابتدائية ومحكمة أولى، أي محكمة ابتدائية، في جميع القضايا العامة ومسائل المحكمة. تُعرف منطقتها الإقليمية بأنها ولاية قضائية. البرلمان السويدي هو الذي يحدد التقسيم إلى مناطق قضائية. يمكن إجراء البحث الفردي هنا. تنظر المحاكم العامة في القضايا والمنازعات الجنائية التي لا تنظر فيها المحاكم الخاصة.
بالنسبة للموظف الفردي غير العضو في نقابة عمالية أو غير المدعوم منها، يتعين عليه رفع الدعوى أمام المحكمة الابتدائية. والحال ذاته ينطبق على صاحب العمل الذي لا يتلقى دعمًا من منظمة أصحاب الأعمال.
إذا لم يكن أحد الأطراف راضيًا عن قرار المحكمة الابتدائية في قضية تخص قانون العمل، يمكنه تقديم استئناف إلى محكمة العمل.
في المحكمة الابتدائية، يجب أن يكون هناك محامٍ.
وفي المحكمة الإبتدائية يجب أن يكون هناك أيضًا مستشار واحد أو أكثر، وأحيانًا واحد أو أكثر من كبار المستشارين.
يجب أن يكون رجل القانون ورئيس المجلس والمستشار خبراء قانونيين.
يجوز تقسيم المحكمة الإبتدائية إلى أقسام. ورئيس الدائرة هو الممثل القانوني أو كبير المستشارين.
ينبغي أن توفر المحكمة الابتدائية مكتبًا متاحًا للعموم في أوقات معلنة.
ينبغي أن تشكل المحكمة الابتدائية من قاضٍ وثلاثة محلفين خلال الجلسة الاستماع الرئيسية في القضايا الجنائية.
- 2 الفصل. نبذة عن محكمة الاستئناف

### القسم الثاني: حول المحاكمة بشكل عام
الباب الثاني يشمل أحكامًا تخص الإجراءات العامة للمحاكمة، وهذه القواعد مطبقة في كل الحالات، سواء كانت في المحكمة الابتدائية، محكمة الاستئناف، أو المحكمة العليا. يُقسم هذا القسم إلى ثلاثة أقسام وخمسة وعشرون فصلًا (الفصول من 10 إلى 34). القسم الأول يغطي المحاكمة في القضايا المدنية (الفصول من 10 إلى 18)، والقسم الثاني يغطي المحاكمة في القضايا الجنائية (الفصول من 19 إلى 31)، بينما يتضمن القسم الثالث أحكامًا مشتركة تنطبق على كل من الدعاوى المدنية والجنائية (الفصول من 32 إلى 34).